# Liste der Monuments historiques in Bagnolet
Die Liste der Monuments historiques in Bagnolet führt die Monuments historiques in der französischen Gemeinde Bagnolet auf.

## Liste der Bauwerke
| Bezeichnung             | Beschreibung              | Standort                   | Kennzeichnung | Schutzstatus | Datum | Bild           |
| ----------------------- | ------------------------- | -------------------------- | ------------- | ------------ | ----- | -------------- |
| Kirche St-Leu-St-Gilles | Erbaut im 16. Jahrhundert | 86, rue Sadi-Carnot (Lage) | PA00079929    | Inscrit      | 1925  | weitere Bilder |

## Liste der Objekte
- Monuments historiques (Objekte) in Bagnolet in der Base Palissy des französischen Kultusministeriums